# Георг III Шенк фон Лимпург
Георг III Шенк фон Лимпург (на немски: Georg III. Schenk von Limpurg; † 31 май 1522, замък Алтенбург, Бамберг) е от 1505 до смъртта си 1522 г. 39. княжески епископ на манастир Бамберг.

## Биография
По времето на номинирането му за княжески епископ на 13 февруари 1505 г. Юлий II е папа и Малсимилиан I император.
Георг III Шенк нарежда през 1507 г. на своя дворцов майстер фрайхер Йохан фон Шварценберг да напише „Бамбергския съдебен ред“ (Brandenburgische peinliche Gerichtsordnung, Brandenburgica; Bamberger Halsgerichtsordnung), наречен Bambergensis, който е базис за по-късния Constitutio Criminalis Carolina на Карл V от 1530 г.
Георг III Шенк е близък съветник на император Максимилиан I, особено през 1518 г. на имперското събрание в Аугсбург, кореспондира си с прочути учени, също с Мартин Лутер и забранява известяването на папската була против него.
Той умира на 31 май 1522 г. в замък Алтенбург в Бамберг и е погребан в катедралата на Бамберг.

## Галерия
- Патроните на епископството Хайнрих II и Кунигунда Люксембургска с катедралата на Бамберг и герба на княжеския епископ Георг III Шенк фон Лимпург, в „Bamberger Missale“ от 1507
- Замък Алтенбург, Бамберг